# Ivan Iletić
Ivan (Janoš) Iletić (Illetits) (Gornji Čatar, 9. prosinca, 1841. – Čemba, 29. lipnja, 1907.) gradišćanski hrvatski je pisac i učitelj. Njegov otac je bio također učitelj.
Služio je u Pinkovcu (1867. – 1872.), Svetoj Kataleni (1872. – 1873.), Stinjakima (1873. – 1875.) i Žarnovici (1875. – 1887.). Bio je i učitelj njemačkog mjest Badersdorf (1887. – 1889.), zatim neznato mjesto njegovog službovanja do 1894. godine. Do 1902. godine je bio učitelj u Prašćevu, zatim otišao u mirovinu. Umro je u Čembi.
Njegovo jedino djelo je gradišćanskohrvatski molitvenik Marianszki-put, ki va nebo pelya (1889.), koji je preveden prema njemačkim nabožnim tekstovima. Ova knjiga jedna je od rijetkih gradišćanskohrvatskih knjiga koje su dijelom napisane štokavštinom, gradišćanskohrvatski je temeljno čakavska inačica.

## Vanjske povezanice
- ILETIĆ, Ivan (Illetits, János) (Hrvatski biografski leksikon)